# Stazione di Yangjeong (Gyeonggi-do)
La stazione di Yangjeong (양정역 - 養正驛, Yangjeong-nyeok) è una stazione ferroviaria situata nella città di Namyangju, nella regione del Gyeonggi-do, facente parte dell'area metropolitana di Seul. La stazione è servita dalla linea Jungang del servizio ferroviario metropolitano Korail.

## Linee
Korail
■ Linea Jungang (Codice: K125)

## Struttura
La stazione è realizzata in viadotto, con due marciapiedi laterali e 2 binari passanti. Sono presenti scale mobili e ascensori.
| 1 | ■ Linea Jungang | per Deokso, Paldang, Yangpyeong e Yongmun           |
| 2 | ■ Linea Jungang | per Cheongnyangni, Wangsimni, Oksu, Ichon e Yongsan |

## Stazioni adiacenti
| «             | Servizio      | »             |
| Linea Jungang | Linea Jungang | Linea Jungang |
| ------------- | ------------- | ------------- |
| Donong        | Locale        | Deokso        |
| Transito      | Espresso      | Transito      |